# Тоомпарк
Тоомпарк (эст. Toompark), бывший парк Шнелли — городской парк Таллина, расположенный у подножия холма Тоомпеа, ограничен улицами Нунне, Тоомпуйестеэ, Фальги теэ и крепостной стеной Вышгорода.

## История
Создан на месте старинных земляных укреплений Ревеля, частично сохранившихся на территории парка — бастион Паткуля и др. Находящийся на территории парка пруд Шнелли (названный в честь жившего в XIX веке по соседству садовника) представляет собой единственную сохранившуюся часть системы крепостных рвов Таллина.
В 1903 году в парке была сооружена лестница Паткуля, ведущая в Вышгород из Нижнего города. У лестницы устроен фонтан и альпинарий.
В 1963 году в парке был установлен памятник делегатам I съезда профсоюзов Эстонии (скульптор А. Каазик, архитектор У. Тыльпус).
Значительную территорию парка занимают спортивные сооружения. Одна из достопримечательностей — скульптура «Отдыхающий», выполненная скульптором Тауно Кангро.
Планируется развитие парка как зоны проведения досуга, открыть кафе, организовать прокат лодок, в зимнее время — каток. На одном из склонов парка планируется построить амфитеатр.

## Галерея

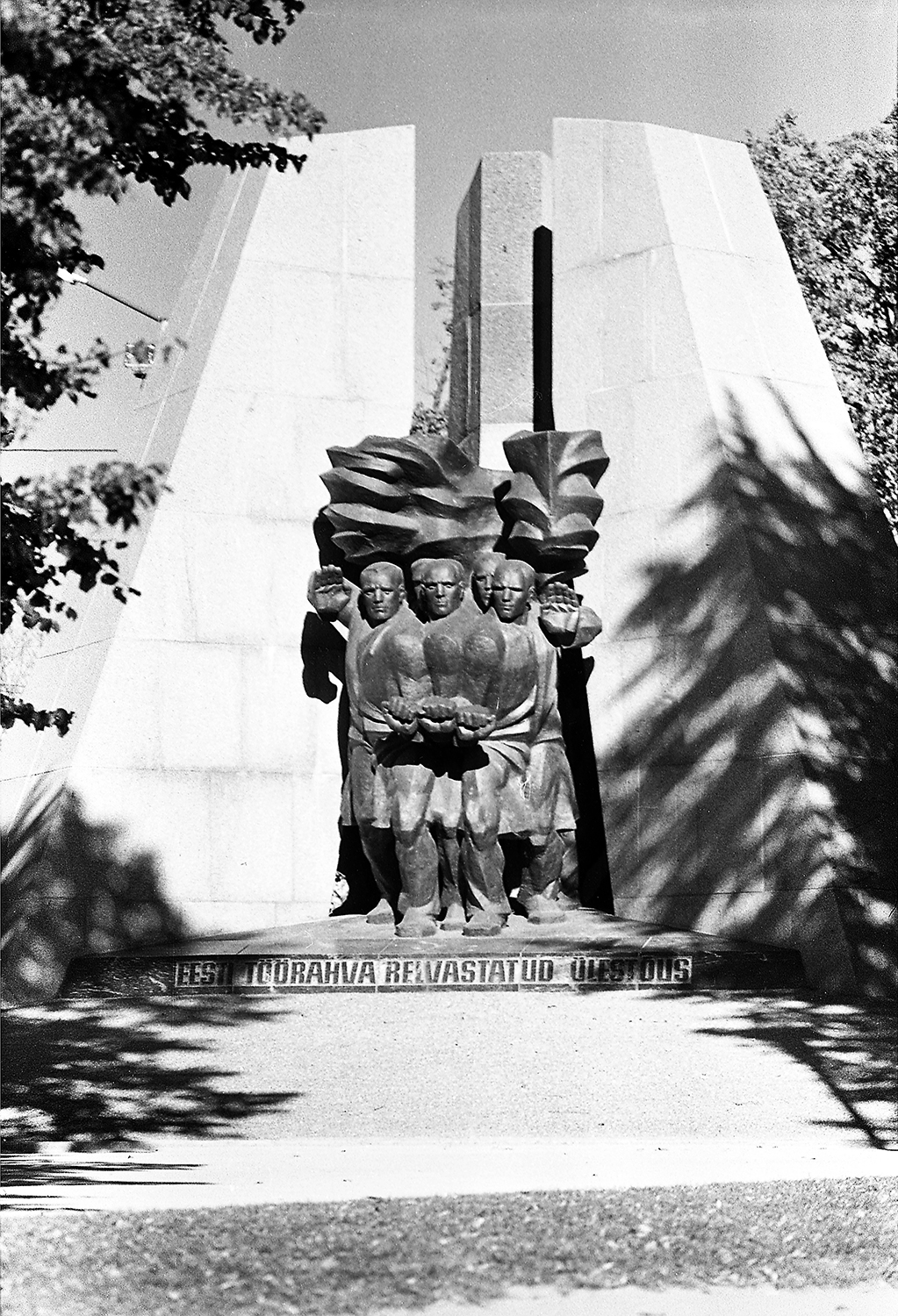
Памятник в честь вооружённого восстания эстонского пролетариата 1 декабря 1924 года напротив Балтийского вокзала (снесён)
«Отдыхающий»
Памятник делегатам I съезда профсоюзов Эстонии
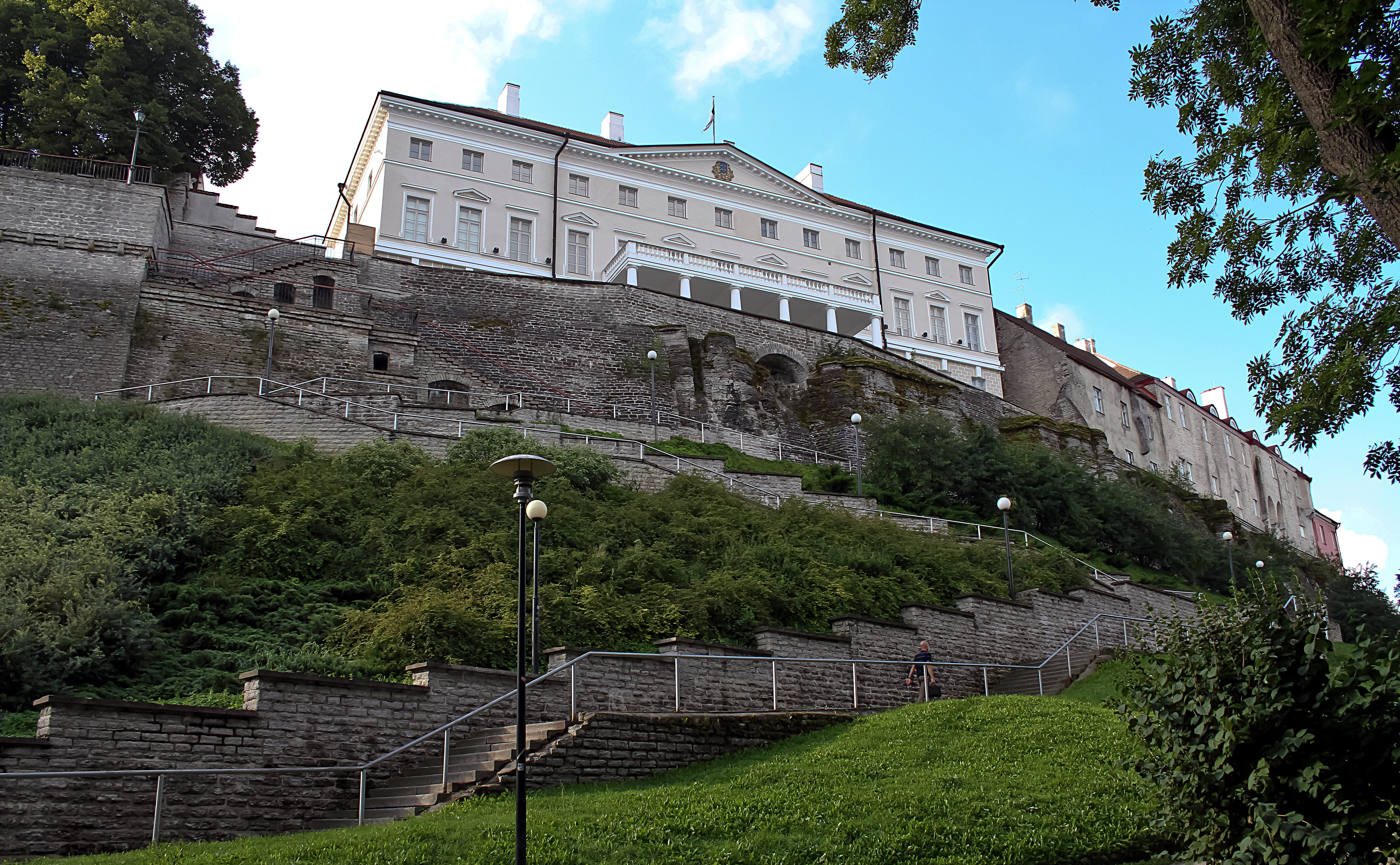
Лестница Паткуля